# 长行天南星
長行天南星（學名：Arisaema consanguineum）又名長尾葉天南星、雷公銃，为天南星科天南星属下的一个种。该植物原产于喜马拉雅山和印度支那，分布於是一种多年生块茎植物。单茎高1米，有落叶和多个放射状小叶。
長行天南星另有許多異名，而基隆天南星為其亞種。

## 扩展阅读
- 維基物種上的相關：长行天南星